# Барбара Нітегаммер
Барбара Нітегаммер (нім. Barbara Niethammer; 1967 р.) — німецька вчена-математик та матеріалознавець. Є нині професором Центру математики Хаусдорфа в Боннському університеті.  Її дослідження стосуються рівнянь для фізичних матеріалів з частковими похідними, зокрема явища дозрівання Оствальда, за яким частинки рідини зростають з часом.

## Навчання та кар'єра
У 1996 році в Боннському університеті Барбара Нітегаммер захистила кандидатську дисертацію під керівництвом Ганса Вільгельма Альта. Її дисертація - Наближення огрубіння моделей до гомогенізації проблеми Стефана (Approximation of Coarsening Models by Homogenization of a Stefan Problem).
Після докторантури в Інституті Куранта, вона повернулася в Бонн в 2002 році, після чого вона стала в 2003 році професором Гумбольдтського університету Берліна. В 2007 році Нітегаммер працювала в Оксфордському університеті, де вона була членом St Edmund Hall. У 2012 році вона повернулася до Боннського університету.

## Визнання
В 2003 році Нітегаммер завоювала премію Річарда фон Мізеса «Gesellschaft für Angewandte Mathematik und Mechanik» за роботу з дозрівання Оствальда, і премію Уайтхеда Лондонського математичного товариства в 2011 році за її значний внесок у матеріалознавство, особливо про рівняння Ліфшица – Сльозова – Вагнера та Беккера – Доїнга.
Була запрошеною доповідачкою на Міжнародний конгрес математиків у 2014 році.